# 読売放送
読売放送（よみうりほうそう）は、1950年（昭和25年）に読売新聞社が東京都に開設を計画していたAMラジオ放送局。略称YBC。

## 概説
戦後民間放送の発足に道が開かれ、1950年に全国紙や地方紙といった新聞社資本を中心に大量の申請が提出された。当時の読売新聞社は読売争議の直後で疲弊しており、経営再建が急務でとても民間放送に手が回る状態ではなかった。
それでも会社設立に向け準備をしたのは、毎日新聞社が東京にラジオ日本（現在のRFラジオ日本とは別）を、大阪に新日本放送（NJB。現在の毎日放送（MBS））を、福岡にラジオ九州（RKB。現在のRKB毎日放送）をそれぞれ開局すべく準備し、また朝日新聞社も朝日放送（略称ABC。東京と大阪（現在の朝日放送ラジオ）でそれぞれ開局するつもりだった）を準備していたため対抗上動いていた事もあったが、実際は当時読売新聞社が編集提携していた名古屋の中部日本新聞社が中部日本放送（CBC。現在のCBCラジオ）を立ち上げる事となり、そのキー局としてどうしても東京の放送局が必要だったからである。
一方、東京では電波監理委員会が新設ラジオ局を二局とする方針を打ち出していたため、既に放送開始に向けた準備を進めていた新聞社系の朝日放送、ラジオ日本、東京放送（電通系）との間で競合状態となった。ここで原安三郎らの仲介により、新聞系の開局申請を一本化することが図られ、1951年（昭和26年）1月10日に株式会社ラジオ東京（資本金一億五千万円）として電波監理委員会に申請書を提出。ラジオ東京（JOKR。後の東京放送、現在のTBSラジオ/TBSテレビ（テレビ放送のコールサインはJORX-TV→JORX-DTV））として、同年12月25日に開局。先行して開局した上記名古屋CBCや大阪NJB、ABC、福岡RKBとネットを組むことになる。読売新聞社は1974年3月まで同局の大株主として経営に関与していた。1974年まで読売新聞社の関連企業としてTBSが名を連ねていたのはこのためである。
TBSの資本が縮小されて4年後の1978年にラジオ関東（現・RFラジオ日本）に、巨人軍主催試合の完全独占生中継を行うことを一つの目玉として、毎日新聞社から資本・業務提携関係を読売新聞社に譲渡し、それ以後RFが読売系ラジオ局としての関係をより強化するようになり、『読売新聞ニュース』が放送されるようになった（現在は日本テレビ放送網とも資本関係を結んでいるため、『ラジオ日本ニュース』に改題の上、NNN加盟各局からも配給されたニュースも放送している）。ただし、1979年以後、ラジオ関東（RFラジオ日本）は、巨人戦中継に関してTBSラジオとの業務提携を結び、RF制作裏送りのTBSラジオ-JRN各局向け用、またはその逆でTBSラジオ裏送り-RF・岐阜放送・ラジオ関西受け用の巨人主管試合を相互に制作し、なおかつ、JRN加盟各局（CBCラジオ・朝日放送ラジオ・中国放送）からナイターをRF・GBS・CR向け裏送り放送したものも多数あったほか、その見返りにTBSラジオで読売新聞ニュースを提供する関係を結んだこともあった。またTBSテレビのニュースに近い情報番組「情報デスクToday」では読売出身のコメンテーター秋元秀雄のコメントが番組の中心であった。

## 備考
- 中日新聞社が東京に本格進出するのは1956年[2]、読売新聞社が名古屋に本格進出するのは1975年[3]のことである。
- 略称のYBCは、現在は山形放送（日本テレビ系列）の略称として使用されている。